# Pyronota punctata
Pyronota punctata är en skalbaggsart som beskrevs av Given 1952. Pyronota punctata ingår i släktet Pyronota och familjen Melolonthidae. Inga underarter finns listade i Catalogue of Life.